# Air Bank
Die Air Bank A.S. ist eine tschechische Bank. Sie konzentriert sich auf Standard-Bankdienstleistungen für kleine und mittlere Anleger.
Die Air Bank besitzt keine Lizenz für den Effektenhandel und unterhält nur wenige Niederlassungen in größeren Städten und kann deshalb als typische Online-Bank bezeichnet werden. EU-Bürger müssen keinen Wohnsitz in Tschechien vorweisen, um ein Konto eröffnen zu können. Ausweis und die steuerliche Identifikationsnummer (TIN) genügen.
Air Bank ist Mitglied im Einlagensicherungsfonds der Tschechischen Republik (Fond pojištění vkladů).